# Viga
Viga è una municipalità di quarta classe delle Filippine, situata nella Provincia di Catanduanes, nella Regione di Bicol.
Viga è formata da 31 baranggay:
- Almojuela
- Ananong
- Asuncion (Pob.)
- Batohonan
- Begonia
- Botinagan
- Buenavista
- Burgos
- Del Pilar
- Mabini
- Magsaysay
- Ogbong
- Osmeña
- Pedro Vera (Summit)
- Peñafrancia (Pob.)
- Quezon

- Quirino (Abugan)
- Rizal
- Roxas
- Sagrada
- San Isidro (Pob.)
- San Jose Oco
- San Jose Poblacion
- San Pedro (Pob.)
- San Roque (Pob.)
- San Vicente (Pob.)
- Santa Rosa
- Soboc
- Tambongon
- Tinago
- Villa Aurora